# Nobody's Perfect
「Nobody's Perfect」（ノーバディーズ・パーフェクト）は、2010年6月30日に吉川晃司が『仮面ライダーW』の役名、鳴海荘吉名義で発売したシングル。

## 概要
吉川が鳴海荘吉役を演じた『仮面ライダーW』の挿入歌。
仮面ライダー・シリーズの音楽を担当したのは「ONE WORLD」以来。楽曲名「ノーバディーズ・パーフェクト」とは、『W』劇中に登場する鳴海荘吉が左翔太郎へ残した言葉。
DVD付初回限定盤と通常盤2形態での発売。
吉川は、本楽曲で23枚目のシングル「SPEED」以来、13年9ヶ月振りにシングルチャート10位入りをした。
サイクロンジョーカーエクストリームのテーマ・ソング「Extreme Dream」の歌詞に、本楽曲名と同じ「Nobody's Perfect」が出て来る。
2024年11月公開の『風都探偵　仮面ライダースカルの肖像』にて劇中歌として使用される。

## ミュージック・ビデオ
田﨑竜太がミュージック・ビデオの監督を手掛けている。
フィリップが見つけたある本によって、生前の鳴海荘吉と翔太郎が依頼を受けたテラー・ドーパントが関わった過去の事件を追体験する事になる。荘吉が仮面ライダースカルに変身し戦うシーンも描かれている。

## 収録内容

### CD＋DVD
CD
1. Nobody's Perfect
  - 作詞：松井五郎／作曲：鳴海荘吉／編曲：菅原弘明
2. Nobody's Perfect Jazz Edit.
3. Nobody's Perfect Instrumental

DVD
1. Nobody's Perfect music clip

### CD
1. Nobody's Perfect
2. Nobody's Perfect Jazz Edit.
3. Nobody's Perfect Instrumental

## 収録アルバム
- Nobody's Perfect
  - KAMEN RIDER BEST 2000-2011
  - SAMURAI ROCK（2013年）（吉川晃司の別アレンジリテイクバージョンで収録）